# Microsoft Device Emulator
Microsoft Device Emulator è un emulatore per dispositivi basati su Windows Mobile. Microsoft ha lanciato ufficialmente un emulatore per Windows Mobile 6.5 a novembre 2008 (sebbene sia stato incluso un emulatore nell'SDK per Windows Mobile 2003), Il toolkit per sviluppatori di Windows Mobile 6.5 aggiunge varie funzionalità per lo sviluppo come documentazione, ottenendo un codice di esempio, file di intestazione e libreria, immagini e strumenti di emulazione in Visual Studio. Microsoft Device Emulator è disponibile in cinese semplificato, inglese, tedesco, francese, italiano, castigliano e giapponese. Indipendente dall'emulatore di Windows Mobile, Microsoft ha anche rilasciato un emulatore per Internet Explorer Mobile per gli sviluppatori.
MS DeviceEmulator v1.0 emula la scheda SMDK2410 usando la tecnologia JIT (vedi MS DeviceEmulator v1.0 Shared Source). Esiste un campione di BSP disponibile per il download.
Tra le funzionalità dell'emulatore di dispositivo di Windows Mobile 6.5 sono testate la navigazione, la distribuzione delle applicazioni, le immagini dell'emulatore, le nuove API touch e gestuali e gli esempi di codice per lo sviluppo del software e le funzionalità del sistema operativo e del SDK contengono una guida passo passo su come creare widget per Windows Mobile 6.5. Il motore di ricerca predefinito dell'emulatore è Bing Mobile e c'è un'applicazione desktop che conduce a Windows Marketplace per dispositivi mobili.
L'SDK per Windows Mobile 6.5 è stato rapidamente interrotto dal momento che Microsoft voleva che gli sviluppatori iniziassero a svilupparsi per il successore incompatibile della piattaforma, Windows Phone 7.